# Zac Incerti
Zac Charles Incerti (Mount Lawley, 13 luglio 1996) è un nuotatore australiano, specializzato nello stile libero.

## Biografia
Ha rappresentato l'Australia ai Giochi olimpici estivi di Tokyo 2020 e di Parigi 2024, conquistando tre medaglie di bronzo.

## Palmarès
| Anno | Manifestazione          | Sede       | Evento             | Risultato | Prestazione | Note  |
| ---- | ----------------------- | ---------- | ------------------ | --------- | ----------- | ----- |
| 2016 | Campionati oceanici     | Suva       | 50 m dorso         | Oro       | 25"91       |       |
| 2016 | Campionati oceanici     | Suva       | 100 m dorso        | Oro       | 54"94       |       |
| 2016 | Campionati oceanici     | Suva       | 4x100m sl          | Oro       | 3'20"25     |       |
| 2016 | Campionati oceanici     | Suva       | 4x200m sl          | Oro       | 7'27"19     |       |
| 2016 | Campionati oceanici     | Suva       | 4x100m misti       | Oro       | 3'42"67     |       |
| 2016 | Campionati oceanici     | Suva       | 4x100m misti mista | Argento   | 3'55"99     |       |
| 2018 | Giochi del Commonwealth | Gold Coast | 50 m dorso         | Bronzo    | 25"06       |       |
| 2021 | Giochi olimpici         | Tokyo      | 4x100m sl          | Bronzo    | 3'10"22     |       |
| 2021 | Giochi olimpici         | Tokyo      | 4x200m sl          | Bronzo    | 7'01"84     |       |
| 2022 | Mondiali                | Budapest   | 4x200m sl          | Argento   | 7'03"50     |       |
| 2022 | Mondiali                | Budapest   | 4x100m sl mista    | Oro       | 3'19"38     |       |
| 2022 | Giochi del Commonwealth | Birmingham | 4x100m sl          | Oro       | 3'11"12     |       |
| 2022 | Giochi del Commonwealth | Birmingham | 4x200m sl          | Oro       | 7'04"96     |       |
| 2022 | Giochi del Commonwealth | Birmingham | 4x100m sl mista    | Oro       | 3'21"18     |       |
| 2024 | Giochi olimpici         | Parigi     | 4x200 m sl         | Bronzo    | 7'01"98     | [ 1 ] |